# Arthrodinus obesus
Arthrodinus obesus là một loài bọ cánh cứng trong họ Tenebrionidae. Loài này được Brullé miêu tả khoa học đầu tiên năm 1838.